# Paul Dukas
Paul Abraham Dukas (París, 1 de octubre de 1865-París, 17 de mayo de 1935) fue un compositor francés de la escuela impresionista. Una de sus obras más importantes y reconocidas es El aprendiz de brujo.

## Biografía
Nació el 1 de octubre de 1865,  en París, Francia.
Empezó a tocar el piano a los 5 años pero no sintió verdaderamente su vocación hasta los 14.
Escribió El aprendiz de brujo, el cual inspiró a muchos niños a la música de la época.
En 1881, ingresó en el Conservatorio de París en la clase de armonía de Théodore Dubois. De esta época proceden algunas páginas inéditas:  un Air de Clytemnestre  (1882) y una Ouverture du Roi Lear (1883). En 1884 escuchó por primera vez en la orquesta su Ouverture pour Götz von Berlichingen. Al año siguiente fue admitido como alumno de composición de Ernest Guiraud y en 1886 obtuvo el primer premio de contrapunto y fuga. En 1888 consiguió el primer segundo Premio de Roma por su Cantata Velléda, pero le negaron el primer Gran Premio al año siguiente, entonces abandonó el conservatorio y se dedicó seriamente a su trabajo.
Contrajo matrimonio con Suzanne Pereyra.

## Obras principales
Música de cámara
Alla Gitana, chelo y piano
Villanelle, trompa y piano
Piano
Variaciones, interludio y finale sobre un tema de Rameau
La plainte, au loin, du faune...
Prélude élégiaque sur le nom de Haydn
Sonata para piano (Dukas)
Trompa
Villanelle
Música vocal
Sonnet de Ronsard
Vocalise, voz y piano
Cantatas (Hymne au soleil, Sémélé et Velléda)
Ballet
La Péri (1912)
Música orquestal
El aprendiz de brujo o el aprendiz de hechicero;
Sinfonía en do mayor (1895)
Polyeucte, obertura para orquesta (1891)
Ópera
Ariana y Barbazul (Ariane et Barbe-bleue) estrenada en la Opéra Comique de París el 10 de mayo de 1907.